# (73528) 2003 NU8
(73528) 2003 NU8 – planetoida z pasa głównego asteroid okrążająca Słońce w ciągu 5,5 lat w średniej odległości 3,11 j.a. Odkryta 5 lipca 2003 roku.